# Secció d'hoquei sobre patins del Club Atlético Huracán

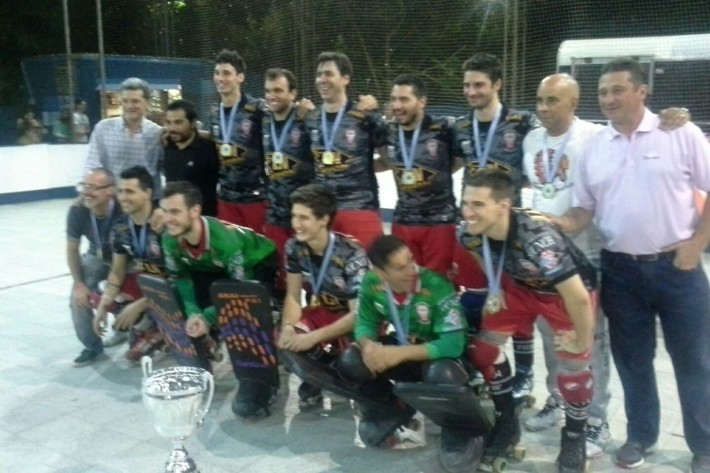
Foto campió sud-americana.

La Secció d'hoquei patins del Club Atlético Huracán és una de les seccions esportives que componem el club argentí. El club esportiu va ser fundat el 1908 i la secció en els anys 50. La secció disputeix la Lliga argentina d'hoquei sobre patins, una de les competicións més importants d'hoquei patins i guanyó dues copes sud-americanes.

## Palmarès
- 2 Copes sud-americanes: 2011 i 2015.[1][2]
- 2 Oficial Porteño: 2012 i 2016.